# Lasiodora puriscal
Lasiodora puriscal là một loài nhện trong họ Theraphosidae.
Loài này thuộc chi Lasiodora. Lasiodora puriscal được Carlos E. Valerio miêu tả năm 1980.